# Хайнрих X (Ройс-Еберсдорф)
Хайнрих X Ройс-Еберсдорф (на немски: Heinrich X Graf Reuss zu Ebersdorf; * 29 ноември 1662, Лобенщайн; † 10 юни 1711, Еберсдорф) от фамилията Ройс „младата линия“ е граф на Ройс-Еберсдорф, граф и господар на Плауен, господар на Еберсдорф, Грайц, Кранихфелд, Гера, Шлайц и Лобенщайн (1673 – 1711). Той е прапрадядо на кралица Виктория от Великобритания.

## Биография
Той е най-малкият син (от 12 деца) на граф Хайнрих X Ройс-Лобенщайн (1621 – 1671) и съпругата му Мария Сибила фон Ройс-Плауен (1625 – 1675), дъщеря на Хайнрих IV Роус-Оберграйц от „старата линия“ (1597 – 1629) и Юлиана Елизабет фон Даун-Ньофвилер фон Вилдграф (1602 – 1653). Брат е на граф Хайнрих III Ройс-Лобенщайн (1648 – 1710) и граф Хайнрих VIII Ройс-Хиршберг (1652 – 1711).
Той е издигнат през 1673 г. на имперски граф. През 1678 г. страната е разделена и той получава резиденцията село. За да се ожени той престроява имението през 1692 – 1694 г. на скромен дворец с барокова градина.
Хайнрих X Ройс-Еберсдорф умира на 48 години на 10 юни 1711 г. в Еберсдорф в Тюрингия и е погребан там.

## Фамилия
Хайнрих X Ройс-Еберсдорф се жени на 29 ноември 1694 г. в Лаубах за Ердмута Бенигна фон Золмс-Лаубах (* 13 април 1670, Вилденфелс; † 14 септември 1732, Еберсдорф), дъщеря на граф Йохан Фридрих фон Золмс-Лаубах (1625 – 1696) и графиня Бенигна фон Промниц (1648 – 1702). Двамата са много религиозни и близки приятели с пиетичния педагог Август Херман Франке (1663 – 1727), по-късно и с граф Николаус Лудвиг фон Цинцендорф, на когото става тъст. Еберсдорф става скоро център на пиетизма в Тюрингия.
Те имат осем деца:
- Бенигна Мария (* 15 декември 1695, Еберсдорф; † 31 юли 1751, Потига), поетеса на немски църковни песни, неомъжена
- Фридерика Вилхелмина (* 10 декември 1696, Еберсдорф; † 13 май 1698, Еберсдорф)
- Шарлота Луиза (* 21 януари 1698, Еберсдорф; † 21 май 1698, Еберсдорф)
- Хайнрих XXIX Ройс-Еберсдорф (* 21 юли 1699 в Еберсдорф; † 22 май 1747), женен на 2 септември 1721 г. в Кастел за графиня София Теодора фон Кастел-Ремлинген (* 12 май 1703, Кастел; † 8 януари 1777, Хернхут)
- Ердмута Доротея (* 7 ноември 1700, Еберсдорф; † 19 юни 1756, Хернхут), поетеса на църковни песни, омъжена на 7 септември 1722 г. в Еберсдорф за теолога граф Николаус Лудвиг фон Цинцендорф (1700 – 1760)
- Хенриета Бибиана (* 14 юни 1702, Еберсдорф; † 22 април 1745, Хернхааг), омъжена на 13 септември 1741 г. в Лондон за маршал фрайхер Георг Адолф фон Херенгосерщет
- София Албертина Доротея (* 17 август 1703, Еберсдорф; † 16 март 1708, Еберсдорф)
- Ернестина Елеонора (* 30 януари 1706, Еберсдорф; † 23 ноември 1766, Еберсдорф), неомъжена